# Michalīs Polytarchou
Michalīs Polytarchou (in greco Μιχάλης Πολυτάρχου?; Nasso, 23 giugno 1983) è un cestista greco.